# Eublemma laphrya
Eublemma laphrya là một loài bướm đêm trong họ Erebidae.